# Lavírovaný lept
Lavírovaný lept je souhrnný název pro techniky leptu, kterými lze docílit vytvoření půltónů a změkčení lineární kresby. Jde o grafickou techniku tisku z hloubky.

## Postup
Lavírovaný lept je možno provádět na měděných nebo zinkových deskách. Nepravidelného tónování větších ploch se dosahuje užitím leptadla nanášeného přímo na desku nebo různými modifikacemi techniky zrnkového leptu (akvatinty).

### Lepivý kryt
Užívá se k vytvoření půltónů při čárovém leptu. Na desce s pevným krytem se provedená kresbou místně lavíruje štětcem, kterým se nanese lepivý kryt (roztok cukru a mýdla ve vodě, dextrin ve vodě s glycerinem). Ten se posype smirkem a deska se protáhne v lisu, aby se smirková zrna protlačila k povrchu desky. Deska se pak omyje vodou a leptá. Celý proces nanášení lepivého krytu se smirkem lze několikrát opakovat.

### Lavírování leptací pastou na mědi
Přímo na měděné desce lze malovat leptací pastou, která vznikne smícháním práškové síry s olivovým olejem. Po nahřátí síra reaguje s mědí a vytvoří mělké zrno. Lze tak zhotovit jen malý počet otisků.

### Lavírování na zinkové desce
Mírné leptadlo se připraví jako vodný roztok dvou dílů síranu měďnatého a jednoho dílu chlorečnanu draselného. Natírá se štětcem na desku pokrytou akvatintovým zrnem. Mělce vyleptaná místa černají. Postup lze opakovat po opláchnutí desky vodou.

### Lavírování olejovou barvou
Při stejnoměrném naválení desky olejovou zinkovou nebo titanovou bělobou zůstanou v barvě jemné kanálky, kterými se při leptání vytvoří jemné šedé zrno. Na místa, která mají zůstat světlejší, se tvrdším štětinovým štětcem nanáší další vrstva běloby. Štětec místy prorývá barvu až na kov a jeho stopy jsou po leptání v plochách patrné. Pro stejnoměrné a sytější půltóny je lépe desku předem pokrýt akvatintovým zrnem. Tímto způsobem lze např. lavírovat mraky na obloze.

### Negativní lavírování kalafunou
Na desku pokrytou akvatintovým zrnem se navlhčeným akvarelovým štětcem nanáší jemný kalafunový prášek. Po zaschnutí je možno přebytečnou kalafunu setřít suchým štětcem. Pak se zrno nataví a deska se vyleptá.

### Přímý lept
Nazývá se tak metoda, při níž se přímo na měděnou desku, pokrytou akvatintovým zrnem, maluje leptacím roztokem. Kyselina dusičná, mírně zahuštěná roztokem arabské gumy, se nanáší štětcem ze skleněných vláken. Je možno užít i koncentrovanější roztok chloridu železitého.